# Chelsea Ashurst
Chelsea Ashurst   (Leeds, 22 d'abril de 1990) és una futbolista professional anglesa que juga com a portera del club de la Lliga F Sporting de Huelva.
Ashurst va néixer a Normanton a West Yorkshire, al nord d'Anglaterra, però de petita es va traslladar a Granada a Andalusia, al sud d'Espanya. Criada a Granada, ha passat tota la seva carrera futbolística a Espanya.
Ashurst va començar a jugar a futbol uns quants anys després de traslladar-se a Espanya, i va provar de jugar de portera a catorze anys; es va incorporar al Club Atlètic Màlaga a la màxima divisió espanyola a quinze anys. Posteriorment, ha jugat el 2012 a l'Sporting de Huelva, del 2013 al 2015 al FC Barcelona, després a Màlaga i des del 2019 juga a l'Sporting de Huelva.
Amb l'equip que ha guanyat més títols és amb el Barça, on ha guanyat la lliga 2013-2014 i la 2014-2015, així com la Copa de la Reina 2014.